# Kloster S. Maria im Tal Josaphat

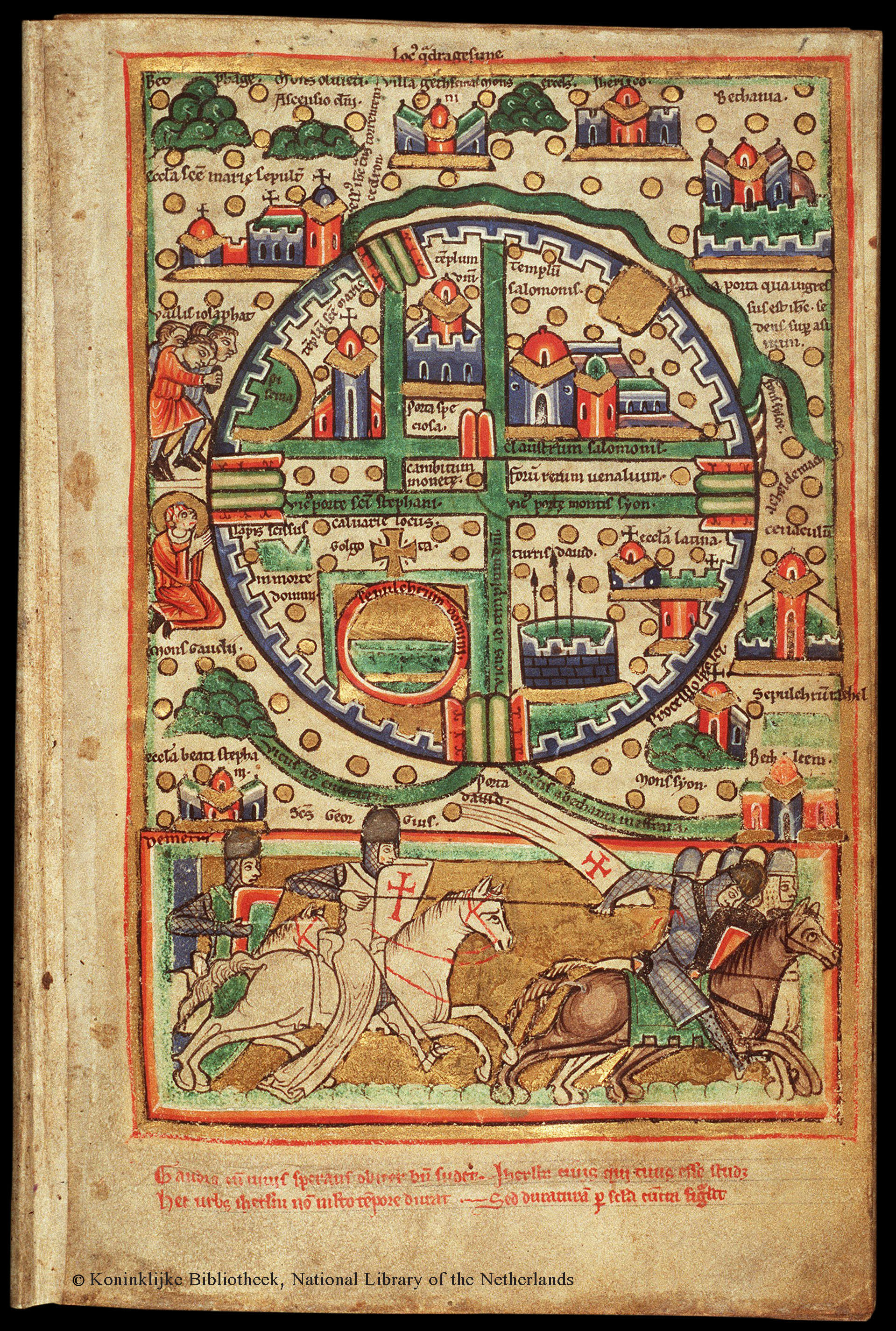
Plan Jerusalems vor 1187. Stilisierte Kirche am linken Bildrand eccla ste marie sepult vallis iosaphat in der Mitte der oberen Hälfte das Stadtrundes.

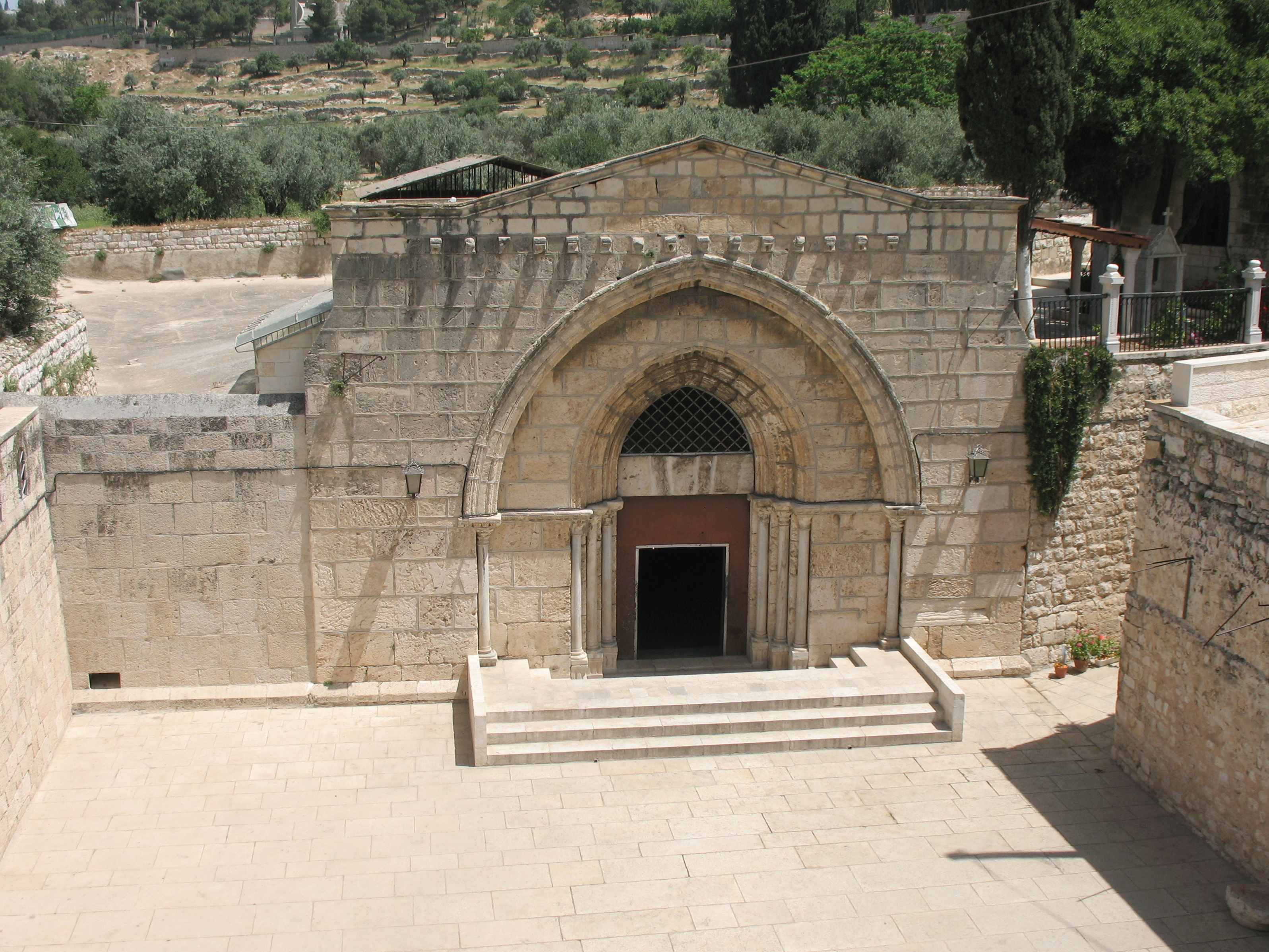
Eingangsbereich zur Krypta des Mariengrabes. Fassade aus den 30er Jahren des 12. Jahrhunderts

Das Kloster S. Maria im Tal Josaphat oder S. Maria in Valle Josaphat war ein Benediktinerkloster während des Lateinischen Königreichs Jerusalem und später in Messina (Sizilien). Es lag ursprünglich östlich vor der heutigen Altstadt von Jerusalem im Kidrontal beim Grab Mariens. Es wurde vermutlich um 1110 von einer einfachen Priesterstelle in ein Kloster umgewandelt. Schon kurz nach seiner Gründung erhielt das Kloster auch Grundbesitz und Einkünfte in Süditalien und auch in Deutschland. Abt und Konvent flohen nach der Eroberung Jerusalems 1187 durch die Muslime nach Antiochia (1197), später nach Tripoli (bis 1269) und schließlich nach Akkon (bis 1289). Nach der Eroberung Akkons 1291 siedelten die Mönche endgültig nach Messina in ihre dortige Niederlassung S. Maria Maddalena über, die nun vom 4. März 1292 an zum Hauptkloster und Sitz des Abtes wurde. Die Klostergebäude einschließlich der Kirche (ausgenommen die ältere Krypta und der Eingangsbereich zur Krypta) vor den Mauern der Altstadt von Jerusalem wurden schon kurz nach der Eroberung Jerusalems völlig zerstört, und die Steine wurden für den Bau der Befestigungsanlagen verwendet. In der älteren Literatur wird das Kloster bzw. der Klosterverbund oft fälschlich auch als Josaphatorden oder Orden vom Tal Josaphat bezeichnet.

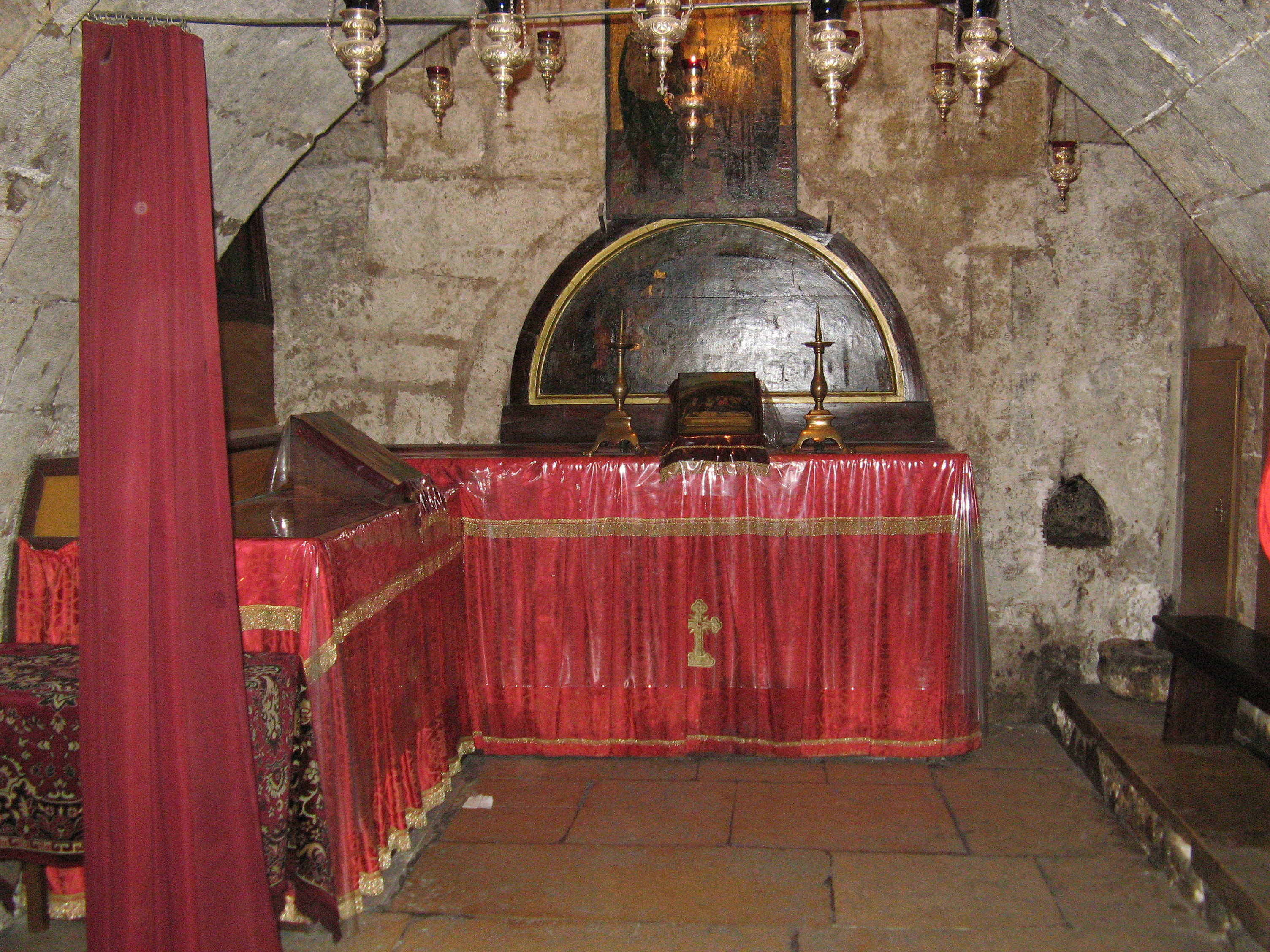
Grabkammer der Melisende in der Krypta

## Lage des Klosters
Das Kloster lag östlich und außerhalb der Mauern der Altstadt von Jerusalem, in der Nähe des Mariengrabes. Die Mönche waren die Hüter des Grabes. Der aus der Zeit des Königreich Jerusalem stammende Eingangsbereich zur Krypta, und die Krypta selber blieben von den Zerstörungen nach der Eroberung Jerusalems 1187 verschont.

## Geschichte
Schon im 4. Jahrhundert soll am Grab Mariens ein Kloster von Jungfrauen bestanden haben, die ein äußerst strenges Leben führ(t)en. Später siedelten sich Mönche in der Nähe des Grabes an.
Kurz vor oder während des Ersten Kreuzzuges wurde die kleine Kirche beim oder über dem Grab Mariens zerstört. Die Krypta blieb jedoch intakt. Um 1110 stiftete König Balduin I. im Tal Josaphat ein Kloster für Benediktinermönche. Die in der Literatur häufig zu findende Geschichte, dass Gottfried von Bouillon bereits das Kloster gestiftet und sie mit Mönche besetzt hätte, die ihn auf dem Kreuzzug begleitet hätten, ist wohl Legende. Allerdings hatte Gottfried von Bouillon wohl die Priesterstelle (pastor) einem Benediktinermönch oder lateinischen Priester übertragen. Mit dem Kloster verbunden war auch ein Hospital.
Schon kurz nach seiner Gründung erhielt das Kloster erste Schenkungen, neben Schenkungen im Heiligen Land, auch in Süditalien und in Deutschland. Nach Hamilton besaß das Kloster im Heiligen Land ein Priorat und 13 Kirchen. In Sizilien, Apulien und Kalabrien besaß das Kloster insgesamt vier Priorate und 33 Kirchen.
Die herausragende Stellung des Klosters in der Hierarchie der geistlichen Institutionen des Königreiches Jerusalem wird auch dadurch unterstrichen, dass Königin Melisende 1161 in einer Grabkammer in der Krypta bestattet wurde. Hier hatte auch schon ihre Mutter Morphia von Melitene ihre letzte Ruhe gefunden.

## Grundbesitz in den Kreuzfahrerstaaten
1126 (nach Mitte Oktober) erhielt das Kloster zu Händen des Abtes Gelduin im Gebiet von Mamistra die Casalien Ioacheth, Oessi und Gnassia sowie zwei Carracuae Landes in Toprakkale.
1140 nahm Innozenz II. auf Bitten des Abtes Guido von S. Maria de Valle Josaphat die Kirche zu Ligiones, den Zehnten in Thanis und in Sizilien die Kirchen S. Maria und S. Maria Magdalena zu Paternò in seinen Schutz.
In dem Privileg von 1155 schützte Papst Hadrian IV. das Kloster und seinen Konvent vor Exkommunikation und Interdikten durch Diözesanbischöfe (ergänzt mit einigen späteren Erwerbungen).
Den Besitzstand des Klosters lässt sich aus zahlreichen Originalurkunden sowie aus der Arbeit von E Rey Les Colonies Franques de Syrie aux XIIme et XIIIme siècles von 1883 und den Besitzbestätigungen durch verschiedene Päpste gut rekonstruieren, die allerdings z. T. nur schwer in Deckung zu bringen sind. Daher werden bei Quellen genannt. Eine Identifizierung mit heutigen Ortsnamen in Israel, Libanon und Jordanien wurde nicht versucht.
Nach der Urkunde von Papst Anastasius IV. vom 11. März 1154 hatte das Kloster in den Kreuzfahrerstaaten folgende Besitzungen:
(Fast wörtliches) Transsumpt der Urkunde des Patriarchen Stephan von 1129
- Zehnten der Gärten und Mühlen von Siloe (decimas ortorum et molendinorumque Siloe)
- die Ländereien und Weingärten die zu dieser Kirche (Siloe) gehören (terrarum quoque et vinearum eidem ecclesie pertinentium, que sunt in eodem territorio)
- (weiter) die Zehnten von zwei carrucae (Höfe), den einen hat Guido de Milly, den anderen Balean d'Ibelin (preterea decimas duarum carucarum, quarum una fuit Guidonis de Miliaco, altera Baleani)
- die Zehnten der Casalien Ascar und Bether/Bytiri/Bythiri im Gebiet von Nablus (in territorio Neapolitano decimas duorum casalium Ascar et Bytiri), 1115 von König Balduin I. geschenkt[8]
- die Zehnten im Casale Casera im Gebiet von Akkon (in territorio Acon decimam casalis, quod dicitur Casera, et quatuor carrucarum terre)
- Olivenhaine und Zubehör zum Casale des Hubert de Pazi (oliuarumque ad eas pertinentium apud casale Huberti de Paceo)
- die Hälfte des Zehnten mediatatem quoque decime Baliani de Bitiri et
- terre Beroaldi, que sita in monte
- et totam decimam trium casalium Balduini Ramatensis, quorum nomina hec sunt: Gemail, Serra, Bethezim
- Casale Cavee, Casale Tarphin, Zehnten (necnon et decimam duorum casalium Cauee et Tarphin, que fuerunt Gumfredi de Turri)
- de concessione prioris et canonicorum dominici Sepulchri furnum unum in Ierusalem
- decimam terre Plate Petre e
- decimam casalis, quod uovatur Darchiboam
- de donis quoque episcoporum in territorio Cesariensi decimam casalis, quod uocatur Betalla
- mediam partem decime, que de proprio labore monachorum uel eis subditorum procedet in territorio Cayphe,
- et casalis cui nomine Galgala,
- in Galilea ecclesiam Ligionis cum parrochia et omnem decimationem ipsius
- decimationis alterius casalis, quod dicitur Thanis
- ecclesiam sancti Georgii, que super Tyberiadem sita est
- in territorio Ramatensi casale unum nomine Saphiria et mediam partem decimationis ipsius
- in Ioppe unam ecclesiam
- in Ptolomaida aliam (ecclesiam)
- in Caypha aliam (ecclesiam)
- in Tyro aliam (ecclesiam)
- iuxta Sydonem aliam (ecclesiam)
- in casale Betalla unam capellam
- in Saphiria aliam capellam

nach dem Diplom von König Balduin 1130
- de donis Gotefredi et regum Ierusalem et baronum eiusdem terre infra muros, Ierusalem furnum unum, molendina, domos, ortos et balneum,
- extra uero in eius territorio terras, vineas, fontem Syloe et molendina, fossam et ortos et
- duas partes de casali Bethsau et
- casale dicitur Dargerboam
- in territorio Neapolis casale unum, quod dicitur Ascar
- et aliud quod dicitur Bytiri
- et aliud quod dicitur Saphe
- in territorio Ioppe duas carrucatas terre
- terre que fuit Framerici
- in territorio Cayphe casale unum, quod dicitur Tymini
- in eodem castro nomine Cayphas domos, furnum et terras intus et extra
- in territorio Ebron casale unum nomine Iamaruara
- iuxta Sydonem casale unum nomine Capharabra et uiridarium et terras
- in Baruth, domos, furnum, molendinum et viridarium
- (in Baruth) extra duas carrucatas terre
- in Ptolemaida domos duas
- in montanis casale unum nomine Casara
- in territorio Cesariensi casale unum nomine Betalla
- (in territorio Cesariensi) intra ciuitatem domum unum
- (in territorio Cesariensi) iuxta uiam que ducit ad flumen
- casale unum quod dicitur Meschium
- trans flumen Iordanis casale unum, quod dicitur Bethsura
- in terra Ligionis quatuor carrucatas terre et domos in casali
- in territorio Toroni casale unum nomine Corath
- in territorio Tiberiadis casale unum quod dicitur Casrielme
- in terra Sueti casale unum, quod dicitur Zebezeb
- (in terra Sueti) aliud quod dicitur Sanctus Georgius de Chaman
- (in terra Sueti) aliud quod dicitur Sanctus Iob cum omnibus pertinentiis eorum
- casale quod dicitur Suesme
- in territorio Gor casale nomine Ierraz
- in casale Huberti de Paci quatuor carrucatas terre et oliuetum et infra casale domum unum et extra ortum
- in territorio Tyri casale unum nomine Bethfella
- (in territorio Tyri) aliud nomine Sardanas
- (in territorio Tyri) infra ciuitatem domos, viridarium et ortum
- in territorio Ascalonis casale unum nomine Machoz cum omnibus pertinentiis suis
- (in territorio Ascalonis) maiorem machomeriam in eadem ciuitate et unum de melioribus viridariis
- iterum trans flumen Iordanis duo casalia Bethsura et La
- in omni portu Ierusalem terre sine nauali exactione libere intrare et exire cum nauibus et omnibus rebus uestris et intrare in civitatem Ptolomaidam et exire cum omnibus rebus uestris sine aliqua tributali consuetudine

nach Rey und Röhricht hatte das Kloster S. Maria im Tal Josaphat folgende Besitzungen in den Kreuzfahrerstaaten:
Fürstentum Antiochia
- Casale Anadi, wurde 1114 von Robert de Laitot an das Kloster übertragen[9]
- Casale Burio, 1114 von Robert de Vieux-Pont dem Kloster geschenkt.[10]
- Casale Merdic, 1114 dem Kloster geschenkt von einem Ritter Robert[11]
- Casale Oschi, 1114 von G. Chevrier dem Kloster geschenkt.[12]
- Casale Saint-Paul, 1114 von G. Chevrier dem Kloster geschenkt.[13]

Region um Jerusalem und Hebron (Königliche Domäne)
- Casale Bethamar/Bethomar (Beit-Oummar), war ein Geschenk des Guy de Milly (vor 1130)[14]
- Casale Bethsau/Bethsan (in territorio Ierusalem partes duas de casali Bethsau), zwei Teile des Zehnten, 1123 an das Kloster übertragen vom Patriarchen Warmund[14][6]
- Casale Dalphin oder Daltim, im Gebiet von Jerusalem[15]
- Casale Jamarvara (Djamrourah) im Gebiet von Hebron[16]
- Casale Mezera oder Mezerech (El Mezraa), in der Nähe von Jerusalem, Zehnt[17]
- Casale Meschium (Mesket), am Weg von Jerusalem nach Jericho, geschenkt von Peselle, Vicomte von Jerusalem[17]
- Casale Siph (Ziph), vier carrucae (Höfe), gehörte Hubert de Pazi/Ubertus de Pazeo, und später Letard, Vicomte von Jerusalem, die vier Höfe wurden schon vor 1130 an das Kloster geschenkt[18]

Östlich des Jordan
- Casale Bethsura, östlich des Jordan, vor 1130 von Raymond du Puy[19]
- Casale La, östlich des Jordan, vor 1130 von Raymond du Puy[19]

Region um Jaffa und Ascalon
- Casale Assir oder Serra, die Hälfte der Zehnten ging ans Kloster (et totam decimam trium casalium Balduini Ramatensis, quorum nomina hec sunt: Gemail, Serra, Bethezim[6])
- Beithbezin (Bethbesan), Zehnten (et totam decimam trium casalium Balduini Ramatensis, quorum nomina hec sunt: Gemail, Serra, Bethezim[6])[20]
- Casale Cala, zwischen Ramlah und Mirabel, wüstes Dorf Deir-el-Kalat[21]
- Casale Caphyria oder Sapharia (Kefirah), in der Nähe von Ramlah[21]
- Casale Cephrie (wüst, Scheprieh), in der Nähe von Saint-Georges de Lydda, 1148 an das Kloster[22]
- Casale Darchiboam (Daryeboam)[22]
- Casale Gemail, Zehnten[23]
- Jaffa, die Kapellen Sainte-Croix und St. Laurent[24]
- Casale Machoz (Makkous), sehr nahe bei Ascalon, von Hugo, Graf von Jaffa und Ascalon dem Kloster geschenkt[25]
- Casale Tarphim, Zehnten[26]

Im Gebiet von Caesarea
- Casale Bathalla, bei Caesarea, schon 1115 im Besitz der Abtei[27]

Im Gebiet von Nablus
- Casale Aschar, 1115 von König Balduin I.[8]
- Casale Bether/Bytir (Et Tyreh), 1130 von Balduin II. dem Kloster geschenkt[28]
- Casale Casracos, in der Nähe von Aschar, am 13. März 1159 von König Baudoin II. geschenkt[28]
- Casale Saphet/Saphe, im Gebiet von Nablus, Zehnt, vor 1130 an das Kloster[29]

Herrschaft Cayphas (Karmel)
- Casale Anna (Hannaneh)[30]
- Casale Tymini oder Galgala, Geschenk von Tranced (vor 1120)

Galiläa und östlich des Jordan
- Casale Casrielme, 1119 der Abtei geschenkt[31]
- Casale Jerraz, 1115 der Abtei geschenkt[32]
- Casale Saint-Georges de Chaman (Aioun Schaman)[33]
- Casale Saint-Job, 1129 dem Kloster geschenkt[34]
- Casale Thanis oder Tannoch (Ta’anouk)[35]
- Casale Zebezeb, 1115 von Theobald de Nigelle dem Kloster geschenkt.[35]

Gebiet von Akkon und Tyrus
- Casale Bethfella oder Beffele[36]
- Casale Cassera (Kesra), Zehnten[37]
- Casale Chorat oder Lichorat, im Gebirge nahe der Festung Toron, 1115 an die Abtei[38]
- Casale Sardenas, vor 1130 im Besitz des Klosters[39]

Herrschaft von Sagette
- Casale Sapharabra[40]

Von 1241 bis 1244 soll das Kloster ein Priorat in Jerusalem gehabt haben.

## Italien
Schon sehr früh erhielt das Kloster in Süditalien zahlreiche Schenkungen, die schon 1112 von Papst Pascal II. bestätigt wurden. 1140 bestätigte Papst Innozenz II. erneut die Besitzungen des Klosters S. Maria im Tale Josaphat in Sizilien, Apulien und Kalabrien.
- S. Maria Maddalena in Messina, ursprünglich Priorat, wurde 1292 Abtei, der Abt des Klosters S. Maria im Tal Josaphat siedelte nach dem Fall von Akkon (1291) dorthin über. Das Kloster wurde im 15. Jahrhundert mit dem Kloster San Placido in Calonerò vereinigt.
- S. Maria Maddalena in Paternò (am Südabhang des Ätna), Priorat
- S. Maria de Valle Josaphat in Palermo, Priorat
- S. Maria de Josaphat bei S. Mauro nördlich Rossano in Kalabrien, Priorat

## Konstantinopel
1205 erhielt Abt Amatus die Kirche in Taranit (im damaligen Konstantinopel, heute Istanbul) geschenkt. Sie wird später aber nicht mehr genannt.

## In Deutschland
In Deutschland hatte das Kloster S. Maria im Tal Josaphat einen wichtigen Stützpunkt im Priorat Klostermansfeld. Nach Karl Wimmer soll Graf Hoier III. von Mansfeld 1172 mit Heinrich dem Löwen ins Heilige Land gereist sein und brachte bei seiner Rückkehr eine neue Kolonie von Brüdern aus dem Kloster S. Maria im Tal Josaphat mit nach Deutschland. Da es sich um ein abhängiges Kloster handelte, hatte Klostermansfeld keinen Abt, sondern immer nur einen Prior. Der jeweilige Prior musste seine Bestätigung vom Patriarchen von Jerusalem holen. Damit müsste die Schenkung bzw. Übertragung von Klostermansfeld an das Kloster S. Maria im Tal Josaphat bereits deutlich vor 1172 erfolgt sein. Krühne nennt die Klostergemeinschaft ordinis Benedicti de valle Josaphat bzw. Kloster Mansfeld unter Josaphatordens-Kloster Mansfeld
- Klosterkirche Klostermansfeld
- Klein-Wulferstedt (wüst gefallen südwestlich von Wulferstedt). 1277 schenkte Graf Heinrich  von Regenstein dem Servitenkonvent in Hasselfelde einen Hof mit 2½ Hufen in Klein-Wulferstedt (wüst gefallen südwestlich von Wulferstedt), den früher die Brüder vom Tal Josaphat innehatten, und ihm wieder resigniert hatten.[46] Warum das Kloster diesen Besitz zurückgegeben hatte, ist nicht bekannt.
- Hornere, ist Groß- oder Burgörner zwischen Hettstedt und Klostermansfeld Hornere gehörte ursprünglich zum Besitz des Klosters S. Maria Latina, und wird schon in der Papsturkunde Coelestins IV. von 1115 erwähnt. Das Kloster Mansfeld hatte zu einem späteren Zeitpunkt das Patronat über die Kirche.

## Die Urkundenfälschungen des Klosters S. Maria im Tal Josaphat
Schon vor 1900 wurde erkannt, dass eine ganze Reihe von Urkunden des Klosters S. Maria im Tal Josaphat gefälscht sind. Die Fälschungen aus den ersten Jahrzehnten des 13. Jahrhunderts scheinen von einer Person in der Schreibwerkstatt des Klosters S. Maria Magdalena in Messina verfertigt worden zu sein. Ihm lagen die Originalurkunden vor. Er ahmte die Schriftzüge des Originals nach, der Text folgt im Wesentlichen den Originalen. Meist sind es keine kompletten Fälschungen, d. h. das Kloster eignete sich damit nicht Besitzungen an, die es nicht schon hatte, sondern in den Fälschungen gewährte sich das Kloster bessere und umfangreichere Rechte.
Das Kloster hatte schon von Wilhelm II. Abgabenfreiheit für gewisse Waren erhalten, die vom Hafen von Messina in das Heilige Land verschifft wurden. Beispielsweise ist in der gefälschten Urkunde von Königin Konstanze von 1196, in der sie die Urkunde von Wilhelm II. bestätigte, die Abgabenfreiheit auf alle Häfen Siziliens und Kalabriens und auf alle Waren ausgedehnt.

## Besonderes Habit
Nach Schoonebeek trugen die Mönche des Klosters S. Maria im Tal Josaphat im Unterschied zu den anderen Benediktinern eine schwarze Kutte mit einer großen, weiten roten Kappe. Auch pflegten sie lange Bärte zu haben.

## Liste der Äbte
Die Liste der Äbte wurde im Wesentlichen nach Ursmer Berlière zusammengestellt, mit kleineren Ergänzungen aus anderen Arbeiten.
- 1112, 1117 Hugo
- 1120 (abbates electus) bis 1130 Gilduin
- 1135, 1138 Robert
- 1140–1154 Guido
- 1156/57 P...
- 1158, 1160 Wilhelm
- 1170, 1176 Petrus
- 1178 Johannes
- 1195, 1197, 1205 bis 1212 Amatus/Amicus, hielt sich 1203/04 in Sizilien auf.
- vor 1220 ein Abt Q.
- 1. Oktober 1220, 1230, 1235 Raoul
- 1244 unbekannter Abt, bei Gaza gefallen
- 1248 Heinrich
- 1264, 1267 Jacobus
- 1289, 1291 Wilhelm, Abt[49]